# Gran Batuda

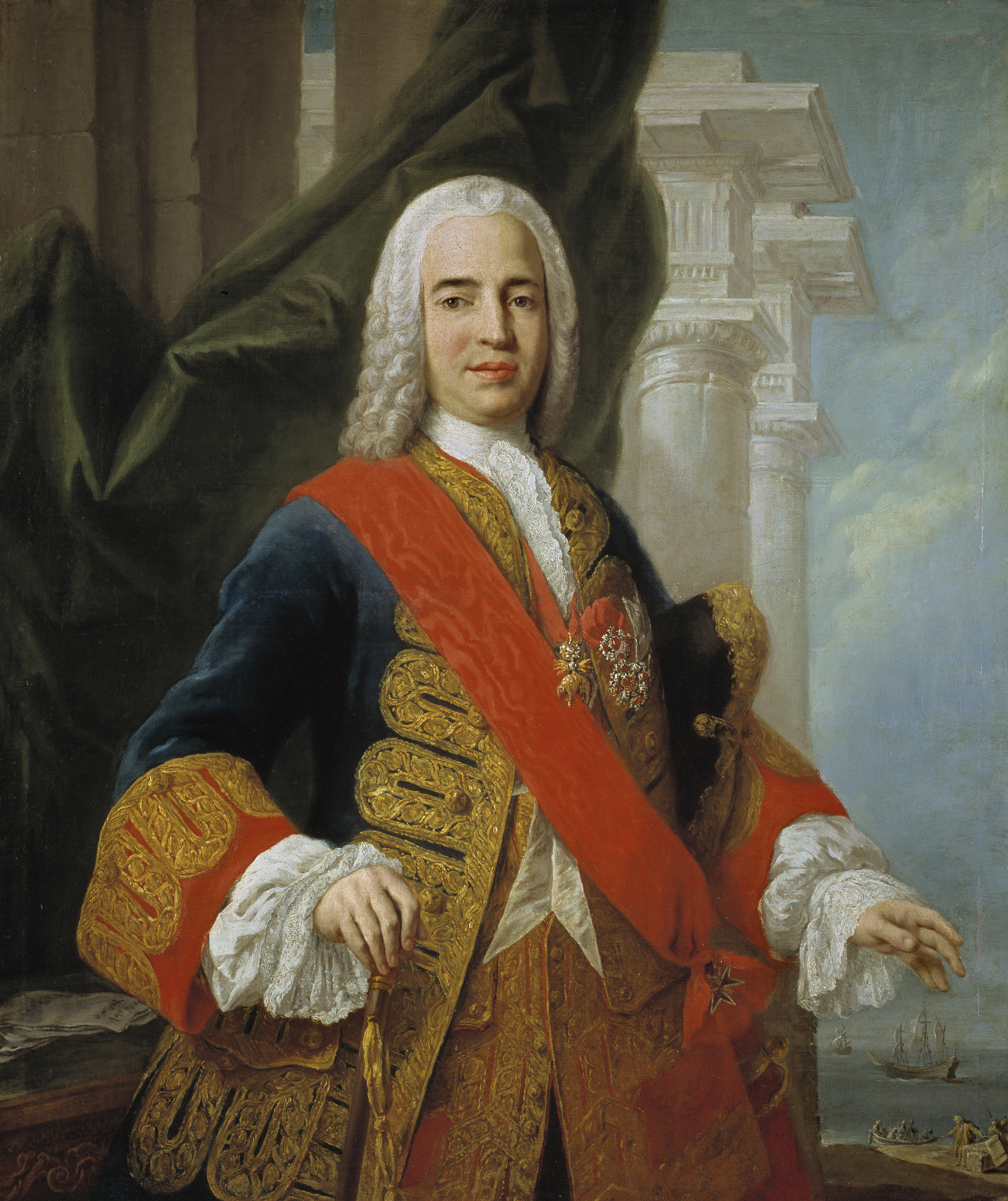
Retrat del marquès de l'Ensenada, artífex de la batuda.

La Gran Batuda, també coneguda com a Presó general de gitanos, va ser una persecució autoritzada pel rei d'Espanya Ferran VI i organitzada en secret pel marquès de l'Ensenada que es va iniciar de manera sincronitzada en tot el territori espanyol el dimecres 30 de juliol de 1749, amb l'objectiu declarat d'arrestar i d'«extingir» tota l'ètnia rom del regne.

## Antecedents
L'esdeveniment, avui quasi oblidat i escassament estudiat pels historiadors, resulta relativament insòlit, àdhuc tenint en compte que les tibants relacions de la Corona i del poder en general amb la comunitat gitana ja havien generat anteriorment episodis de discriminació o persecució relativament importants.
El fet que el nunci Don Enrique Enríquez permetera, mitjançant decret, que foren els bisbes de cada diòcesi els quals decidiren en casos d'asil eclesiàstic (i no ell mateix, tal com li havia delegat el mateix Papa), va permetre un control més directe sobre la població per part de l'Estat Absolut. Al mateix temps, la recent Guerra de Successió havia provocat que els camps s'ompliren de delinqüents, que es van sumar a l'arribada i permanència de tropes mercenàries que veien minvada la seua mobilitat per causa de la inseguretat ciutadana, que es va atribuir als gitanos.
Una normativa anterior, de 1717, havia fixat la residència forçosa dels gitanos en un nombre molt determinat de ciutats i poblacions (un total de 75) a fi de sedentaritzar-los i assimilar-los. De fet, en el moment de l'organització i execució del pla, la capital (Madrid) estava plena de gitanos tot esperant reassentament (ja que els processos burocràtics eren lents), la qual cosa va provocar les queixes del mateix monarca, que va ordenar esgotar els tràmits per a expedir com més prompte millor els gitanos ambulants a la seua destinació i assegurar-ne així la localització posterior. Això va permetre conèixer amb exactitud el parador de 881 famílies gitanes, sent una de les claus de l'eficàcia de l'operació.
Els plans van ser iniciats per Gaspar José Vázquez Tablada i continuats i executats pel Marquès de l'Ensenada quan aquell va caure en desgràcia, si bé idees semblants havien estat ja suggerides en dècades anteriors, sense arribar a materialitzar-se.

## El pla
L'organització es va portar a terme en secret i dins de l'àmbit de la secretaria de Guerra. Aquesta institució de l'Estat absolutista va preparar minucioses instruccions per a cada ciutat, que havien de ser lliurades al corregidor per un oficial de l'exèrcit enviat a aquest efecte. L'ordre era obrir eixes instruccions en un dia determinat, estant present el corregidor i l'oficial, per a assolir la simultaneïtat de l'operació. També es van preparar instruccions específiques per a cada oficial, que es faria càrrec de les tropes que havien de portar a terme l'arrest. Ni l'oficial ni les tropes coneixien fins a l'últim moment l'objectiu de la seua missió. Ambdues ordres foren introduïdes en un sobre, al que es va afegir una còpia del decret del nunci (abans esmentat) i instruccions per als bisbes de cada diòcesi. Aqueixos sobres es van remetre als capitans generals (prèviament informats), que van triar les tropes en funció de la ciutat a la qual havien de dirigir-se.